# Мізки (продукт)
Мозок, як і більшість інших внутрішніх органів, може використовуватися як їжа (субпродукт). Це можуть бути мозки свиней, білок, коней, корів, мавп, курей і кіз. У багатьох культурах різні види мізків вважаються делікатесом.

## Культура вживання

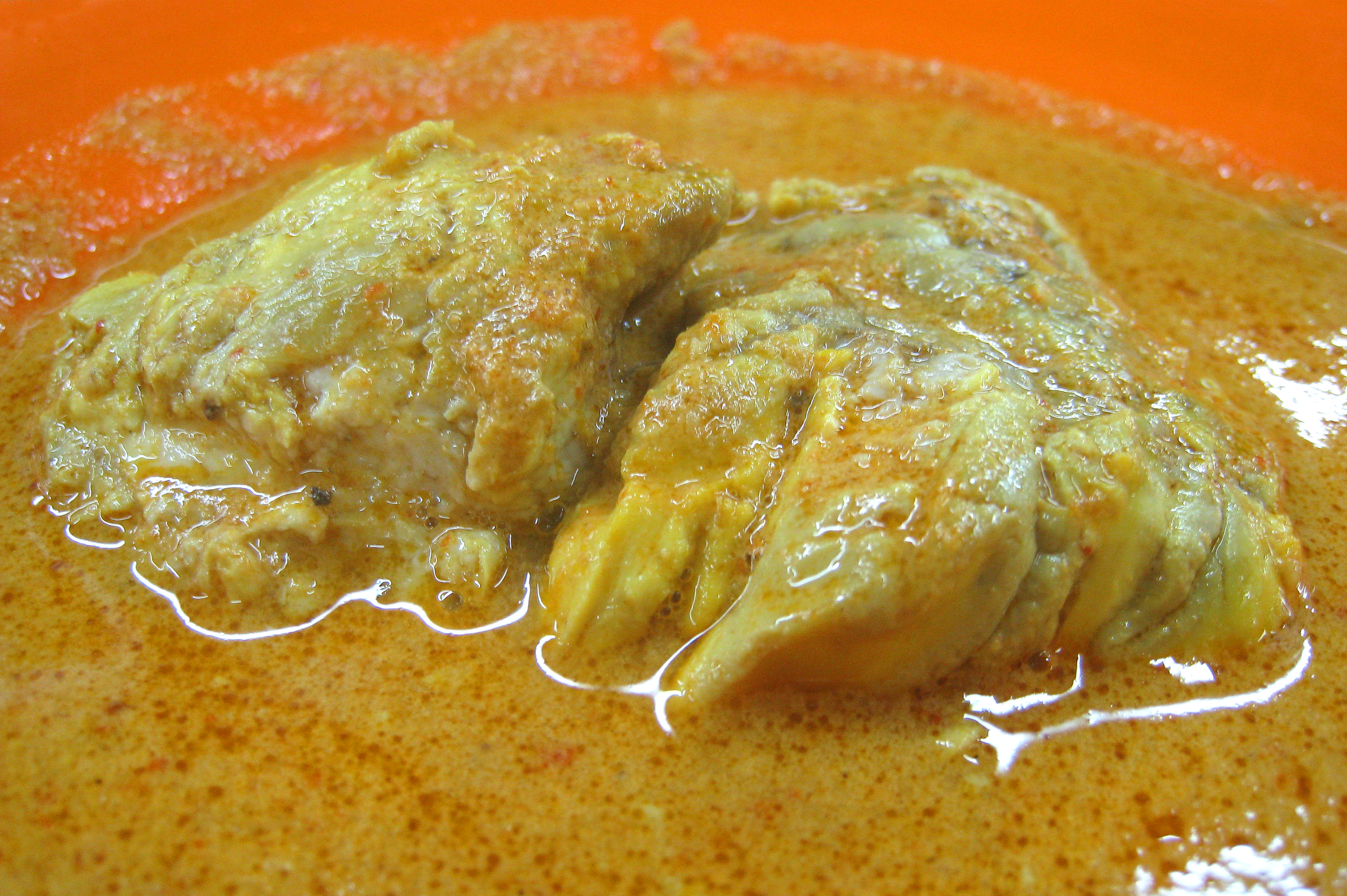
Гулаї з телячих мізків — страва паданзької кухні

Мізки тварин використовують у стравах французької кухні, таких як cervelle de veau та tête de veau. Страва Maghaz, популярна в Гуджараті, Пакистані та Бангладеші. В турецькому кухарстві мізки можуть бути смаженими і запеченими. Також їх можна вживати як салат.
Подібні делікатеси зустрічаються по всьому світу, наприклад мексиканське tacos de sesos. В Камеруні плем'я Аньян практикує традицію, за якою новий вождь племені вживає мозок загнаної горили, а інший високопоставлений член племені з'їдає серце. У паданзькому кухарстві популярною стравою є гулаї з телячого мозку. В кубинському кухарстві шматочки мозку посипають хлібними крихтами і смажать «оладки з мізків».
Деякі археологічні знахідки підтверджують, що під час жалобних ритуалів європейські неандертальці також вживали мозок.

## Ризики вживання мізків
Вживання мізків може призвести до зараження смертельною губчастоподібною енцефалопатією, як варіант до хвороби Крейтцфельдта-Якоба й інших пріонних захворювань. Інше пріонне захворювання — куру, можна отримати в результаті похоронного ритуалу, проведеного серед народу форе, при якому близький до смерті з'їдає мозок вже померлого, щоб створити відчуття безсмертя.
У мисливському співтоваристві добре відомо, що мозок північноамериканських диких тварин не слід вживати в їжу, в зв'язку з ризиком передачі хронічної хвороби виснаження  . Мозок, як і раніше, корисний мисливцям тим, що у більшості тварин досить мозкової речовини для використання його в дубленні їх же шкур.